# مالاشیت گرین
مالاکیت گرین (به انگلیسی: Malachite green) با فرمول شیمیایی C23H25ClN2 (chloride) یک ترکیب شیمیایی با شناسه پاب‌کم ۵۱۳۹۸۳۴ است؛ که جرم مولی آن ۳۶۴٫۹۱۱ گرم بر مول می‌باشد.این ترکیب یک رنگ کاتیونی می باشد.

## مالاشیت گرین ماده شیمیایی
مالاشیت گرین یکی از فراورده‌های رنگی آنیلین است. این ماده به‌عنوان یک ترکیب جهش‌زا و سرطان‌زا شناخته‌شده است. بکار بردن این دارو، برای ماهیانی که به مصرف انسان می‌رسند، ممنوع شده است. سرطان‌زا بودن  وتراتوژن بودن مالاشیت گرین در سالا 1991 توسط FDA تایید شد.